# Eingebetteter Speicher
Ein eingebetteter Speicher (auch eingebettetes RAM, englisch embedded memory bzw. embedded RAM) bezeichnet einen mittelgroßen Datenspeicher (ca. 100 Byte bis 2 Megabyte), der zusammen mit anderen Teilen eines Mikroprozessors oder Mikrocontrollers, wie dem Rechenwerk, auf einem Chip integriert ist. 
Vorteile dieser Architektur gegenüber externen Speichermodulen sind vor allem geringere Verzögerungen durch Leitungslaufzeiten und breitere Datenbusse, so dass sie Daten im Allgemeinen schneller für den Prozessor zur Verfügung stellen können. Die Integration auf Chip bringt jedoch auch Nachteile. Größere Speicher benötigen entsprechend viel Platz auf dem Chip und die erhöhte Komplexität (höhere Anzahl von Transistoren) erhöht die Wahrscheinlichkeit von Produktionsfehlern (vgl. Ausbeute). Auf die Speichermenge bezogen ist eingebetteter Speicher daher teurer als externer Speicher. In der Praxis wird daher je nach Anwendungszweck zwischen Geschwindigkeitsgewinn und Kosten abgewogen, wie viel eingebetteter Speicher eingesetzt wird.
Typische Speichertechnologien für eingebettete Speicher sind, je nach Anforderungen, statisches RAM, beispielsweise für den Cache und die Register, und dynamisches RAM (embedded DRAM, eDRAM).